# Южный Иов
Южный Иов — гора Конжаковско-Серебрянского горного массива Северного Урала, в 2,7 километрах на восток от вершины горы Конжаковский Камень. Покрыта лесом, выше 800 метров зона тундры, каменные россыпи и скальные выходы. Категория сложности — 1А, 2А (с севера, по скальному контрфорсу южного борта Иовского провала).